# Chekfa
Chekfa (în arabă الشقفة) este o comună din provincia Jijel, Algeria.
Populația comunei este de 26.553 de locuitori (2008).